# Kiezerspas
Een kiezerspas is een verklaring in de vorm van een pas, waarmee een kiesgerechtigde op zijn verzoek wordt toegestaan binnen het gebied van het orgaan waarvoor een verkiezing wordt gehouden, aan de stemming deel te nemen in een stembureau van zijn keuze.
Met een kiezerspas kan dus bij de verkiezing voor de Tweede Kamer, het Europees Parlement of een landelijk referendum gestemd worden bij alle stembureaus in heel Nederland óf bij de Provinciale Statenverkiezing in een willekeurig stembureau in de provincie óf bij de waterschapsverkiezingen in alle stembureaus binnen het gehele waterschap. 
Bij de afgifte door de gemeente van een kiezerspas, wordt in het kiezersregister van het betreffende stemdistrict een aantekening 'pas' achter de naam van betrokkenen gezet. Dit betekent dat het stembureau geen duplicaat meer mag uitschrijven, om eventueel dubbel stemmen te voorkomen. Dat houdt ook in dat een in het ongerede geraakte of verloren kiezerspas, niet meer kan worden vervangen.

## Verschil met de stempas
Bij verkiezingen krijgt een kiesgerechtigde een stempas toegestuurd. Hiermee kan de kiesgerechtigde binnen de gemeente van afgifte stemmen in een stembureau naar keuze. Indien men in een andere gemeente wil stemmen moet de stempas alsnog worden omgezet in een kiezerspas.